# 大子町
大子町（だいごまち）は、茨城県の県北地域西部に位置し、久慈郡に属する町。福島県や栃木県と県境を接する。

## 概要
大子町は久慈川上流の奥久慈地域の中心であり、観光と農業を中心とする町である。久慈川を利用したクレソン栽培やイベント開催が行われており、水の郷百選「水に生き水と活きる緑のふるさと大子町」に選ばれている。食品（奥久慈しゃも、奥久慈りんごなど）、観光（袋田温泉や鮎釣りなど）、和紙原料の「那須楮」で知られる。かつて42,000人を越えた人口も今は減少が続いている。

## 地理

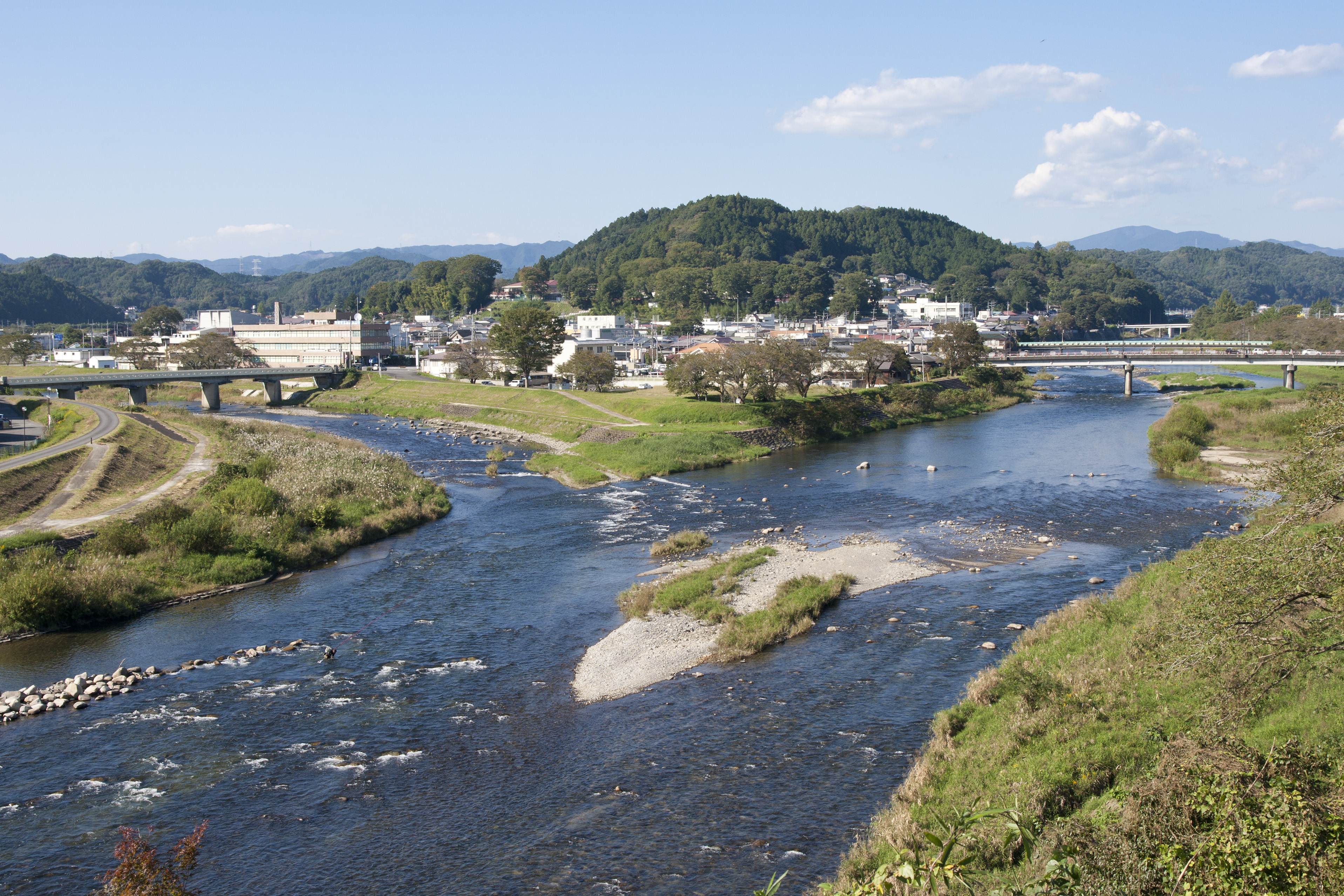
大子町中心街と久慈川

袋田の滝がある。久慈川に平行してJR水郡線が走る。町北部には、八溝山や高笹山、町南部には男体山や生瀬富士がある。

### 隣接する自治体
- 福島県
  - 東白川郡矢祭町
  - 東白川郡棚倉町
- 栃木県
  - 大田原市
  - 那須郡那珂川町
- 茨城県
  - 常陸太田市
  - 常陸大宮市

### 気候

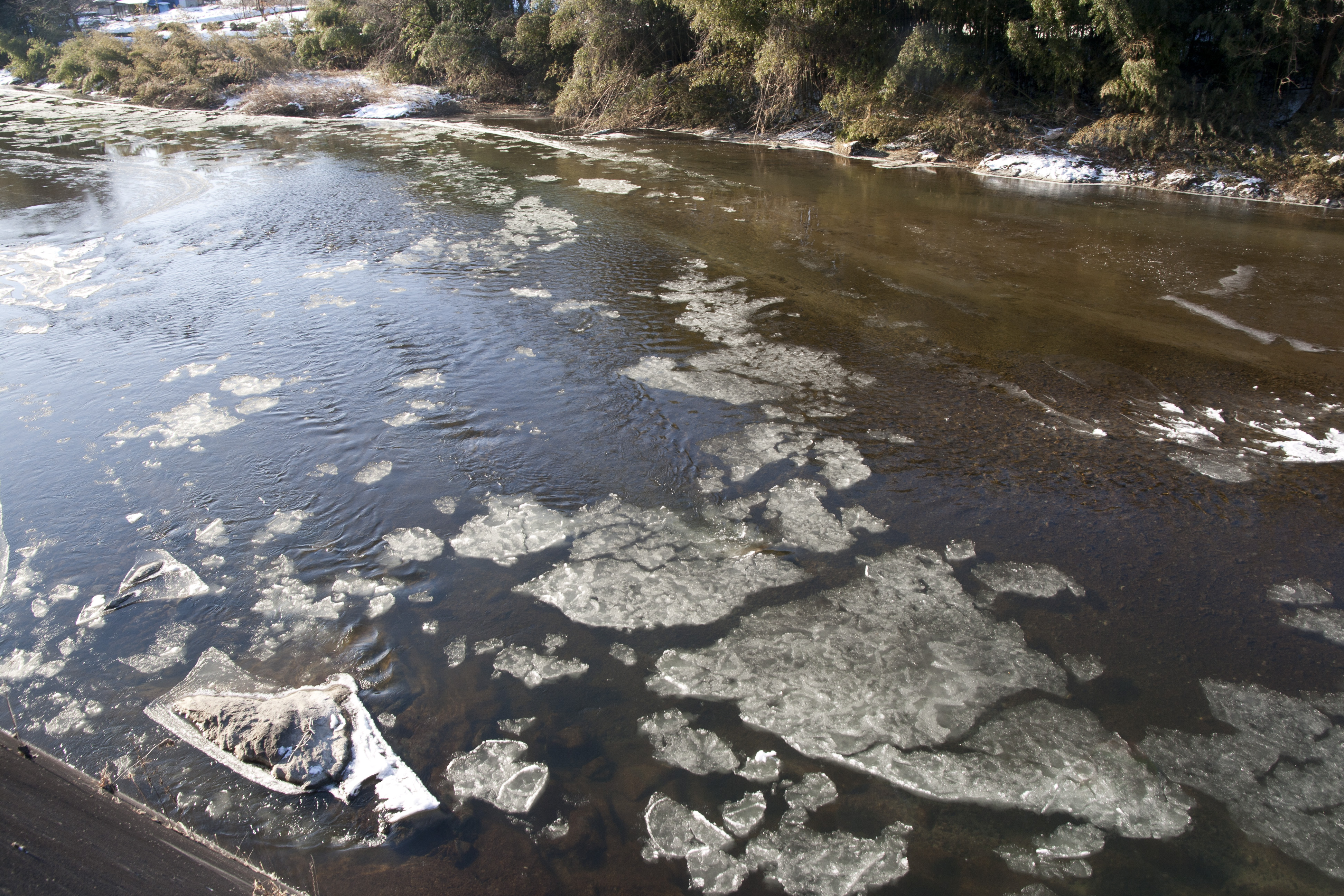
久慈川のシガ

標高120mと比較的標高は低いものの、盆地でかつ晴天率が高いため冬の朝晩の冷え込みは周囲と比較しても大変厳しい。1月の平均最低気温-5.1℃は、はるか北に位置する岩手県盛岡市（-5.2℃）とほとんど同じ数値で、南東北平地の多くのアメダスより低く、関東地方の平地に位置するアメダスとしてはずば抜けた低温となっている。
大子町・福島県矢祭町付近の久慈川流域ではシガの発生が見られる。シガとは流氷の一種で、川底で氷が発生し浮かび上がって流れる現象で、表面が凍って流れるものではない。シガが関東地方のような低緯度で観測されるのは世界的にも珍しく、周囲と比較しても特に厳しい冷え込みが続くことを示している。真冬の久慈川を彩る自然現象として観光の対象ともなる。
しかし冬の日中は他の関東平野部と同様に日射のため10℃近くまで気温が上がり暖かくなる。夏は猛暑日を記録することも多いが、熱帯夜は稀で1回も観測されない年も多い。非常に日較差の大きい気候が特徴である。
大子
東経140度20.7分、北緯36度46.7分、標高120メートル
| 大子（1991年 - 2020年）の気候 | 大子（1991年 - 2020年）の気候 | 大子（1991年 - 2020年）の気候 | 大子（1991年 - 2020年）の気候 | 大子（1991年 - 2020年）の気候 | 大子（1991年 - 2020年）の気候 | 大子（1991年 - 2020年）の気候 | 大子（1991年 - 2020年）の気候 | 大子（1991年 - 2020年）の気候 | 大子（1991年 - 2020年）の気候 | 大子（1991年 - 2020年）の気候 | 大子（1991年 - 2020年）の気候 | 大子（1991年 - 2020年）の気候 | 大子（1991年 - 2020年）の気候 |
| 月                            | 1月                           | 2月                           | 3月                           | 4月                           | 5月                           | 6月                           | 7月                           | 8月                           | 9月                           | 10月                          | 11月                          | 12月                          | 年                            |
| ----------------------------- | ----------------------------- | ----------------------------- | ----------------------------- | ----------------------------- | ----------------------------- | ----------------------------- | ----------------------------- | ----------------------------- | ----------------------------- | ----------------------------- | ----------------------------- | ----------------------------- | ----------------------------- |
| 最高気温記録 °C （°F）        | 17.9 (64.2)                   | 22.5 (72.5)                   | 26.0 (78.8)                   | 31.5 (88.7)                   | 35.5 (95.9)                   | 38.3 (100.9)                  | 38.7 (101.7)                  | 39.0 (102.2)                  | 37.3 (99.1)                   | 32.0 (89.6)                   | 24.8 (76.6)                   | 24.1 (75.4)                   | 39.0 (102.2)                  |
| 平均最高気温 °C （°F）        | 8.2 (46.8)                    | 9.3 (48.7)                    | 12.9 (55.2)                   | 18.5 (65.3)                   | 23.5 (74.3)                   | 26.2 (79.2)                   | 29.9 (85.8)                   | 31.3 (88.3)                   | 27.1 (80.8)                   | 21.3 (70.3)                   | 15.7 (60.3)                   | 10.5 (50.9)                   | 19.5 (67.1)                   |
| 日平均気温 °C （°F）          | 0.6 (33.1)                    | 1.8 (35.2)                    | 5.4 (41.7)                    | 10.9 (51.6)                   | 16.2 (61.2)                   | 20.1 (68.2)                   | 23.9 (75)                     | 24.9 (76.8)                   | 21.0 (69.8)                   | 14.8 (58.6)                   | 8.3 (46.9)                    | 2.8 (37)                      | 12.6 (54.7)                   |
| 平均最低気温 °C （°F）        | −5.1 (22.8)                   | −4.2 (24.4)                   | −1.0 (30.2)                   | 4.2 (39.6)                    | 10.2 (50.4)                   | 15.6 (60.1)                   | 20.0 (68)                     | 20.9 (69.6)                   | 16.9 (62.4)                   | 10.2 (50.4)                   | 2.9 (37.2)                    | −2.7 (27.1)                   | 7.3 (45.1)                    |
| 最低気温記録 °C （°F）        | −15.6 (3.9)                   | −14.0 (6.8)                   | −11.0 (12.2)                  | −6.0 (21.2)                   | −0.6 (30.9)                   | 5.6 (42.1)                    | 10.3 (50.5)                   | 11.3 (52.3)                   | 4.6 (40.3)                    | −1.7 (28.9)                   | −6.2 (20.8)                   | −10.8 (12.6)                  | −15.6 (3.9)                   |
| 降水量 mm （inch）            | 38.9 (1.531)                  | 42.7 (1.681)                  | 92.1 (3.626)                  | 115.8 (4.559)                 | 134.0 (5.276)                 | 148.0 (5.827)                 | 203.6 (8.016)                 | 187.7 (7.39)                  | 197.8 (7.787)                 | 163.3 (6.429)                 | 75.6 (2.976)                  | 43.3 (1.705)                  | 1,451.3 (57.138)              |
| 平均降水日数 （≥1.0 mm）      | 4.5                           | 5.2                           | 9.1                           | 10.6                          | 11.8                          | 12.7                          | 14.4                          | 11.4                          | 12.0                          | 10.5                          | 6.9                           | 4.6                           | 113.7                         |
| 平均月間日照時間              | 201.7                         | 187.3                         | 198.6                         | 196.0                         | 186.9                         | 133.7                         | 133.8                         | 157.6                         | 128.4                         | 144.3                         | 160.6                         | 184.2                         | 2,011.8                       |
| 出典1：気象庁                 |                               |                               |                               |                               |                               |                               |                               |                               |                               |                               |                               |                               |                               |
| 出典2：観測史上1位～10位の値  |                               |                               |                               |                               |                               |                               |                               |                               |                               |                               |                               |                               |                               |

## 歴史

### 沿革
- 戦国時代に佐竹氏の勢力下にあったが秋田への国替え後水戸藩に組み入れられた。この時、年貢納入をめぐっての諍い「生瀬乱」が起きる。（諸説あり）[2][3]

- 1889年（明治22年）4月1日 - 町村制施行により、久慈郡浅川村・上岡村・大子村・山田村の区域をもって大子村が発足。
- 1891年（明治24年）7月20日 - 町制を施行し大子町となる。
- 1934年（昭和9年）12月4日 - 水郡線が全線開通。
- 1953年（昭和28年）5月18日 - 国道118号が制定。
- 1955年（昭和30年）3月31日 - 上小川村・黒沢村・佐原村・生瀬村・袋田村・宮川村・依上村と下小川村の一部（西金・盛金の一部）と新設合併し、改めて大子町が発足。
- 1993年（平成5年） - 国道461号が制定。
- 1998年（平成10年）4月17日 - 道の駅奥久慈だいごが登録される。
- 2019年（令和元年）10月12日-台風19号により町役場本庁舎が浸水し、575棟の建物被害が発生した。[4]
- 2020年（令和2年）4月11日 - 新型コロナウイルス感染症の拡大に伴い、翌月にかけて公立小中学校の臨時休校が行われる[5]。

## 人口
| |                                        |  |
| 大子町と全国の年齢別人口分布（2005年） | 大子町の年齢・男女別人口分布（2005年） |  |
| ■紫色 ― 大子町 ■緑色 ― 日本全国 | ■青色 ― 男性 ■赤色 ― 女性              |  |
| 大子町（に相当する地域）の人口の推移 \| 1970年（昭和45年） \| 32,953人 \| \| \| 1975年（昭和50年） \| 30,866人 \| \| \| 1980年（昭和55年） \| 29,524人 \| \| \| 1985年（昭和60年） \| 28,230人 \| \| \| 1990年（平成2年） \| 27,067人 \| \| \| 1995年（平成7年） \| 25,604人 \| \| \| 2000年（平成12年） \| 23,982人 \| \| \| 2005年（平成17年） \| 22,103人 \| \| \| 2010年（平成22年） \| 20,073人 \| \| \| 2015年（平成27年） \| 18,053人 \| \| \| 2020年（令和2年） \| 15,736人 \| \| |                                        |  |
| 総務省統計局 国勢調査より |                                        |  |
| 1970年（昭和45年） | 32,953人                               |  |
| 1975年（昭和50年） | 30,866人                               |  |
| 1980年（昭和55年） | 29,524人                               |  |
| 1985年（昭和60年） | 28,230人                               |  |
| 1990年（平成2年） | 27,067人                               |  |
| 1995年（平成7年） | 25,604人                               |  |
| 2000年（平成12年） | 23,982人                               |  |
| 2005年（平成17年） | 22,103人                               |  |
| 2010年（平成22年） | 20,073人                               |  |
| 2015年（平成27年） | 18,053人                               |  |
| 2020年（令和2年） | 15,736人                               |  |

## 行政

### 町長
- 高梨哲彦（2019年1月12日就任、２期目）

#### 歴代町長
| 歴代   | 氏名       | 就任年月日    | 退任年月日     |
| ------ | ---------- | ------------- | -------------- |
| 1      | 八代保     | 1955年5月18日 | 1959年2月24日  |
| 2〜5   | 國谷順一郎 | 1959年3月15日 | 1974年11月30日 |
| 6〜8   | 宮田秀二郎 | 1975年1月12日 | 1987年1月11日  |
| 9〜11  | 黒田宏     | 1988年1月12日 | 1999年1月11日  |
| 12〜13 | 飯村精三   | 1999年1月12日 | 2007年1月11日  |
| 14     | 綿引久男   | 2007年1月12日 | 2011年1月11日  |
| 15     | 益子英明   | 2011年1月12日 | 2015年1月11日  |
| 16     | 綿引久男   | 2015年1月12日 | 2019年1月11日  |
| 17     | 高梨哲彦   | 2019年1月12日 | 現職           |

### 庁舎

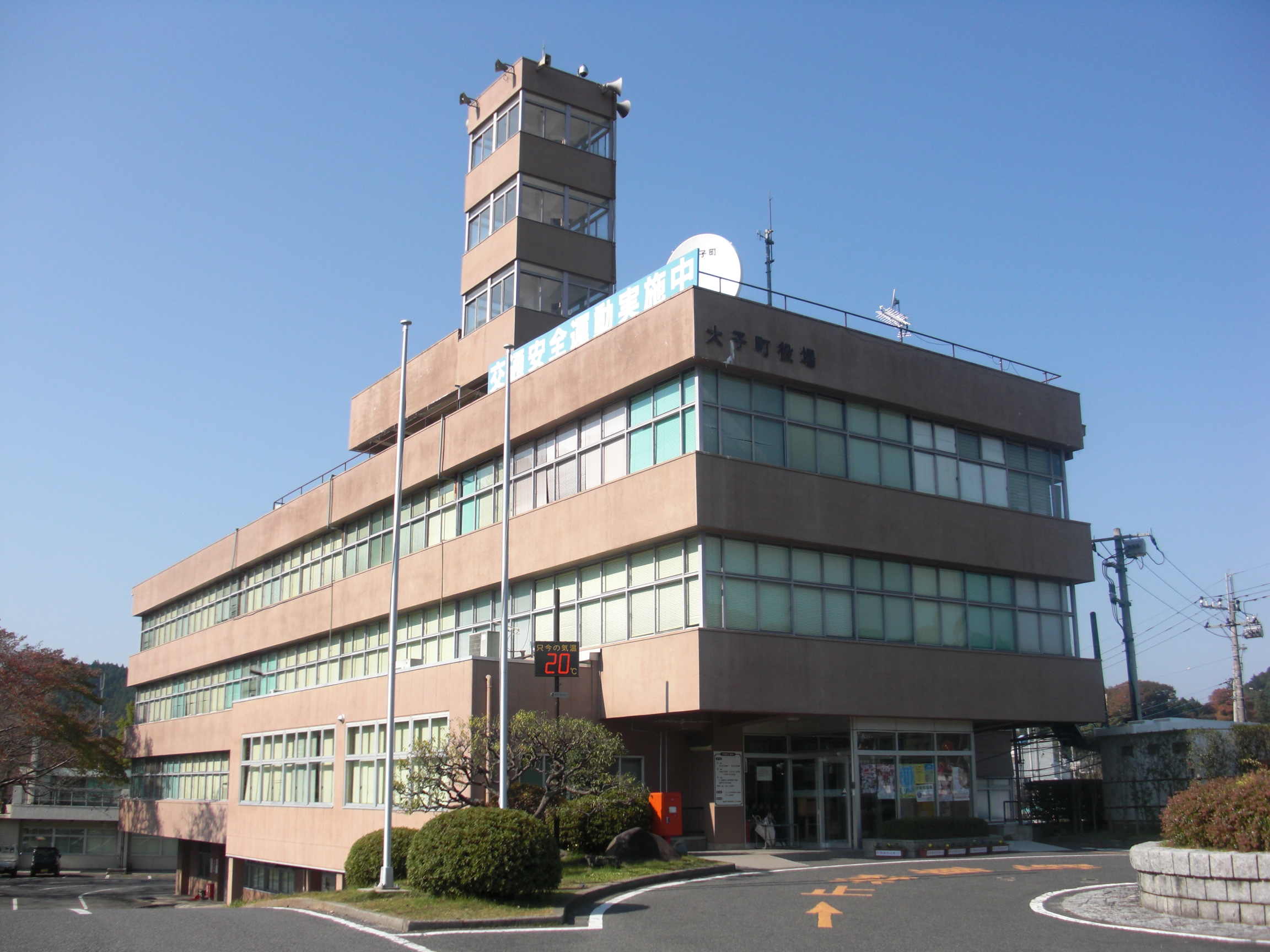
旧庁舎

茨城県久慈郡大子町大字大子866番地にあった町役場本庁舎は築後約60年経過し、建物や設備の老朽化、耐震性などに問題があったため、旧東京理科大学大子研修センターグラウンド（茨城県久慈郡大子町大字北田気字上ノ原662番地外）に新庁舎を建設することになった。
新庁舎は、いばらき木づかいチャレンジ2022の木造に対する補助制度を利用し、地域産木材などを活用した地上2階建ての純木造庁舎となる。
2022年8月20日に新庁舎の竣工式典が行われ、同年9月20日から新庁舎での業務を開始した。

総費用は20億7,700万円。

## 交通

### 鉄道
- 東日本旅客鉄道
  - 水郡線
    - 西金駅 - 上小川駅 - 袋田駅 - 常陸大子駅（町の中心駅） - 下野宮駅

### バス
- 高速バス
  - 茨城交通
    - 大子営業所 - 大子町役場 - 東京駅
- 路線バス
  - 茨城交通
  - 大子町町民無料バス

### 道路
- 一般国道
  - 国道118号
  - 国道461号
- 主要地方道
  - 茨城県道・栃木県道13号大子黒羽線
  - 茨城県道22号北茨城大子線
  - 茨城県道・栃木県道28号大子那須線
  - 茨城県道32号大子美和線
  - 茨城県道33号常陸太田大子線
- 一般県道
  - 茨城県道158号上金沢栃原線
  - 茨城県道159号上野宮下金沢線
  - 茨城県道160号梨野沢大子線
  - 福島県道・茨城県道195号下関河内小生瀬線
  - 福島県道・茨城県道196号石井大子線
  - 栃木県道・茨城県道205号須賀川大子線
  - 茨城県道248号八溝山公園線
  - 茨城県道322号諸沢西金停車場線
  - 茨城県道323号上小川停車場線
  - 茨城県道324号袋田停車場四度ノ滝線
  - 茨城県道325号常陸大子停車場線
  - 茨城県道326号下野宮停車場線

## 学校
- 高等学校
  - 茨城県立大子清流高等学校
  - ルネサンス高等学校 - 経済特区による株式会社立通信制高校
- 中学校
  - 大子中学校
  - 大子西中学校
  - 南中学校
  - 生瀬中学校
- 小学校
  - だいご小学校
  - 依上小学校
  - 袋田小学校
  - さはら小学校
  - 上小川小学校
  - 生瀬小学校
- 幼稚園
  - 大子幼稚園
- 特別支援学校
  - 茨城県立大子特別支援学校

## 名所・旧跡・観光スポット・祭事・催事・特産品

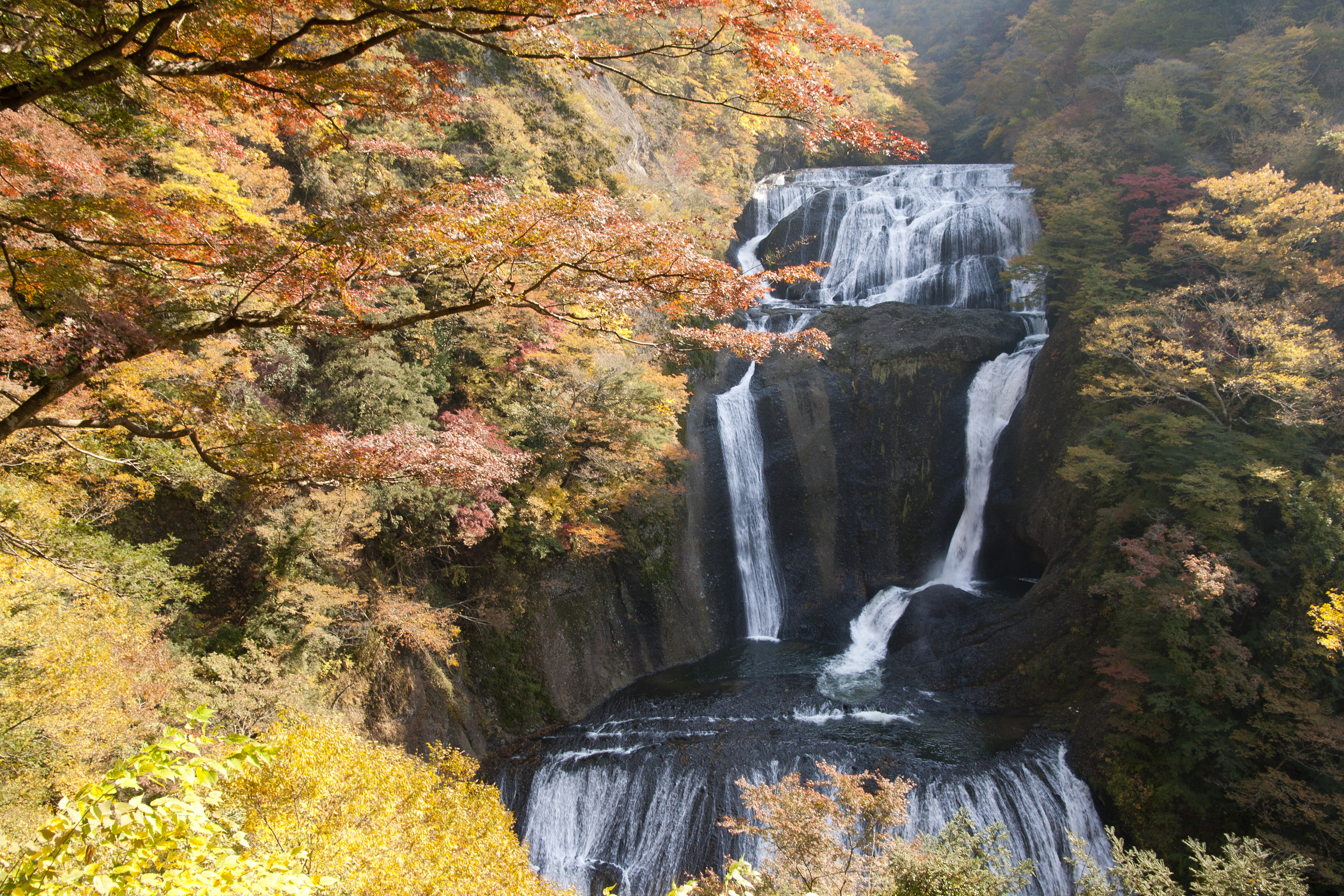
袋田の滝

月待の滝

- 袋田の滝
日本三名瀑のひとつ。四段に分れて落ちるので「四度の滝」とも呼ばれる。
- 月待の滝
表側と裏側　どちらからでも滝を鑑賞できる落差15mの滝。安達祐実主演「ガラスの仮面」のロケ地の一つ
- 大子温泉
- 袋田温泉
- 塩ノ沢温泉
- 関所の湯
- 月居温泉
- 浅川温泉
- 八溝川湧水群（名水百選）
- 日輪寺
- 八溝山
- 常陸国YOSAKOI
5月20日前後の土日に開催。大子町内では、常陸大子駅前通り会場、メイン会場、袋田会場にて開催。
- りんご：観光リンゴ園が町内に点在し、観光バスがツアーで訪れる人気になっている。
- 奥久慈茶
- 奥久慈軍鶏：しゃも料理の店が町内に点在する。
- 大子漆
- コウゾ：和紙原料。大子那須楮と呼ばれ珍されるが、生産者が高齢化に伴い減っている。
- 法龍寺
- 十二所神社：大子地区にある神社。「大子ぶんぬき祭」「百段階段でひなまつり」が行われる。

## 出身者
- 髙信幸男 - 名字研究家
- 高野博師 - 政治家
- 豊田泰光 - 元プロ野球選手
- 矢田部理 - 政治家
- 石井連藏 - アマチュア野球選手、野球殿堂
- 肥後和男  - 歴史学者
- 鴨志田貴司 - 元プロ野球選手
- 菊池保則 - 元プロ野球選手
- 大窪詩仏 - 漢詩人
- 大森昌衛 - 地質学者
- 金澤ダイスケ - ミュージシャン（ロックバンド『フジファブリック』メンバー）

## ロケ地
- 旧上岡小学校：明治時代に建てられた木造の校舎が残る小学校。2002年3月に廃校となったが、ロケ地としてNHK連続テレビ小説『おひさま』『花子とアン』など数多くのドラマ・CM・PVの撮影で使用されている[8]。
- がきんちょ～リターン・キッズ～：撮影協力・主人公の出身町として登場。常陸大子駅がドラマ中に登場した。
- NHK連続テレビ小説『ひよっこ』：諏訪神社広場でロケが行われた [9]。
- 絶対に笑ってはいけないスパイ24時：旧東京理科大学大子研修センターでロケが行われた
- 山田村ワルツ：袋田温泉の温泉宿に合宿して撮影[10]